# Albin Nylin
Josef Albin Ludvig Nylin, född 19 mars 1887 i Mogata socken, Östergötlands län, död  3 juni 1956 i Örserumsbrunn, Jönköpings län, var en svensk direktör och målare.
Han var son till snickaren Johan Ludvig Nylin och Anna Sofia Ringdahl samt gift första gången 1913 med Ingrid Maria Forsman och andra gången från 1941 med Maria Josefina Pethersson. Han tog upp sitt konstnärskap efter sin pensionering från Norrköpings Tidningar. Han medverkade i samlingsutställningar med Östgöta konstförening och tillsammans med Birger Strååt och Albert Sjöström ställde han ut på Norrköpings konstmuseum 1947. Hans konst består av tavlor som är naivistiskt berättande och som bryter mot allt teoretiskt vetande om konst. Nylin är representerad med målningarna Potatisplockare och Fiskförsäljaren vid Norrköpings konstmuseum.